# Forward (album de Hoobastank)
Pour les articles homonymes, voir Forward.
Albums de Hoobastank
They Sure Don’t Make Basketball Shorts Like They Used To
(1998) Hoobastank
(2004)
Forward est le deuxième album auto-produit du groupe américain de rock alternatif Hoobastank, publié en 2000.

## Liste des titres
| No | Titre         | Durée |
| -- | ------------- | ----- |
| 1. | Up and Gone   | 3:21  |
| 2. | Ready for You | 3:07  |
| 3. | Hello Again   | 3:02  |
| 4. | Let You Know  | 3:39  |